# Parque Nacional Laguna Blanca
O Parque Nacional Laguna Blanca é uma área protegida que ocupa uma área de 11.200 hectares situada no centro da província de Neuquén, no departamento Zapala, na Argentina.
Foi criado em 1940, com o objectivo de proteger o ecossistema da laguna Blanca, que alberga uma das populações de maior vulto de cisnes-de-pescoço-preto, que coabita com uma grande variedade de outras aves aquáticas. Este parque também protege um amplo conjunto de ecossistemas terrestres representativos da estepe patagónica. 
A protecção desta zona deve-se também aos importantes vestígios arqueológicos de origem mapuche, que se encontram disseminados e se compreendem de pequenos fragmentos de cerâmicas pertencentes a vasilhas, pontas de flecha, raspadores (indústria pré-cerâmica bastante conservada) e outros artefactos feitos com  lava, obsidiana e silícios diversos. 